# 宮崎県道223号延岡港線
宮崎県道223号延岡港線（みやざきけんどう223ごう のべおかこうせん）は、宮崎県延岡市を通る一般県道である。

## 概要
延岡市大武町から同市粟野名町に至る。

### 路線データ
- 起点：延岡市大武町
- 終点：延岡市粟野名町（国道10号交点）

## 歴史
- 1967年（昭和42年）3月28日 - 宮崎県告示第223号[1]により路線認定される。当時の路線番号は154。

## 地理

### 通過する自治体
- 延岡市

### 交差する道路
| 交差する道路 | 交差する場所 | 交差する場所 |
| ------------ | ------------ | ------------ |
| 国道10号     | 粟野名町     | 終点         |

### 沿線
- 延岡港